# Striga hermonthica
Striga hermonthica är en snyltrotsväxtart som först beskrevs av Del., och fick sitt nu gällande namn av George Bentham. Striga hermonthica ingår i släktet Striga och familjen snyltrotsväxter. Inga underarter finns listade i Catalogue of Life.

## Bildgalleri

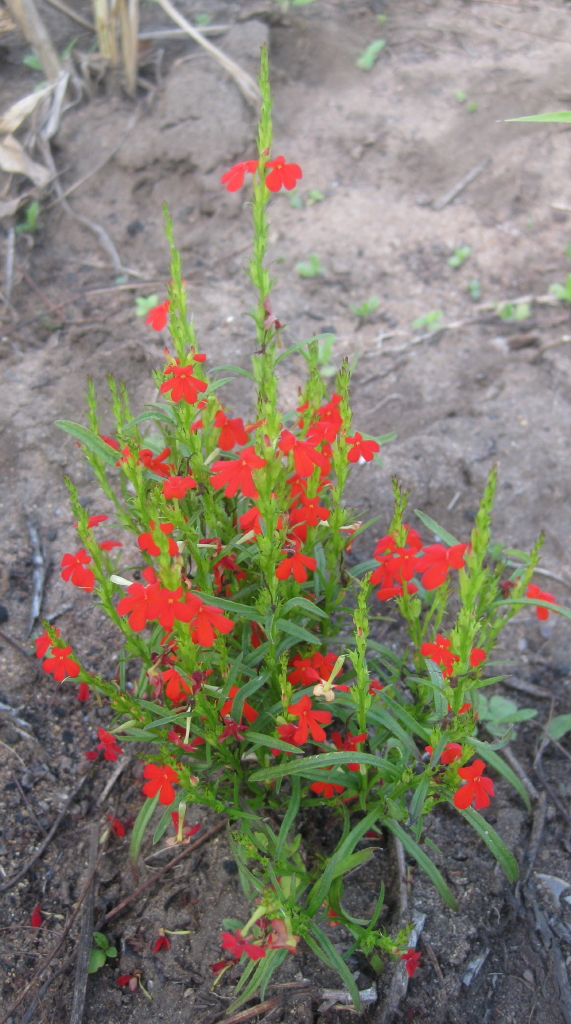
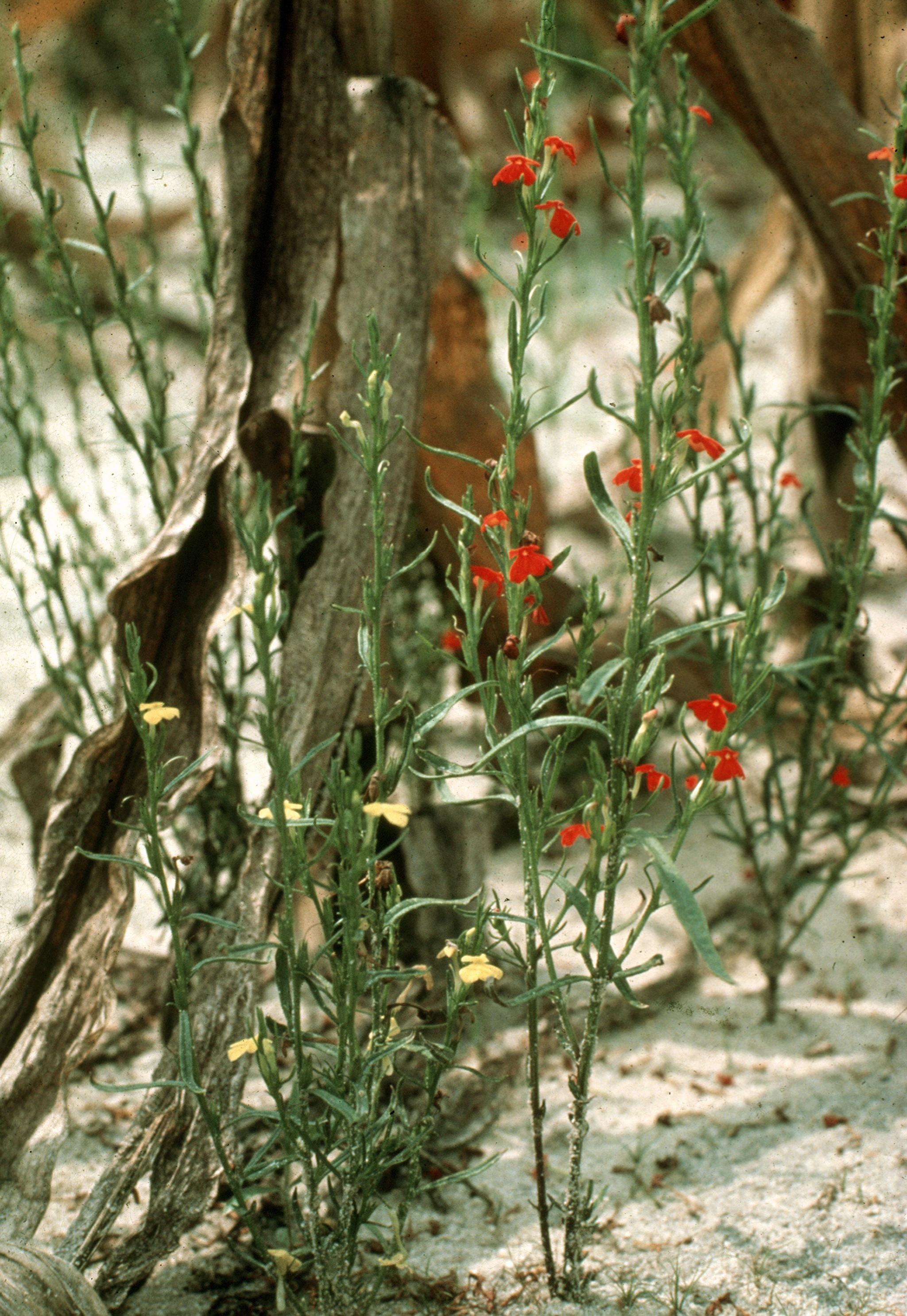
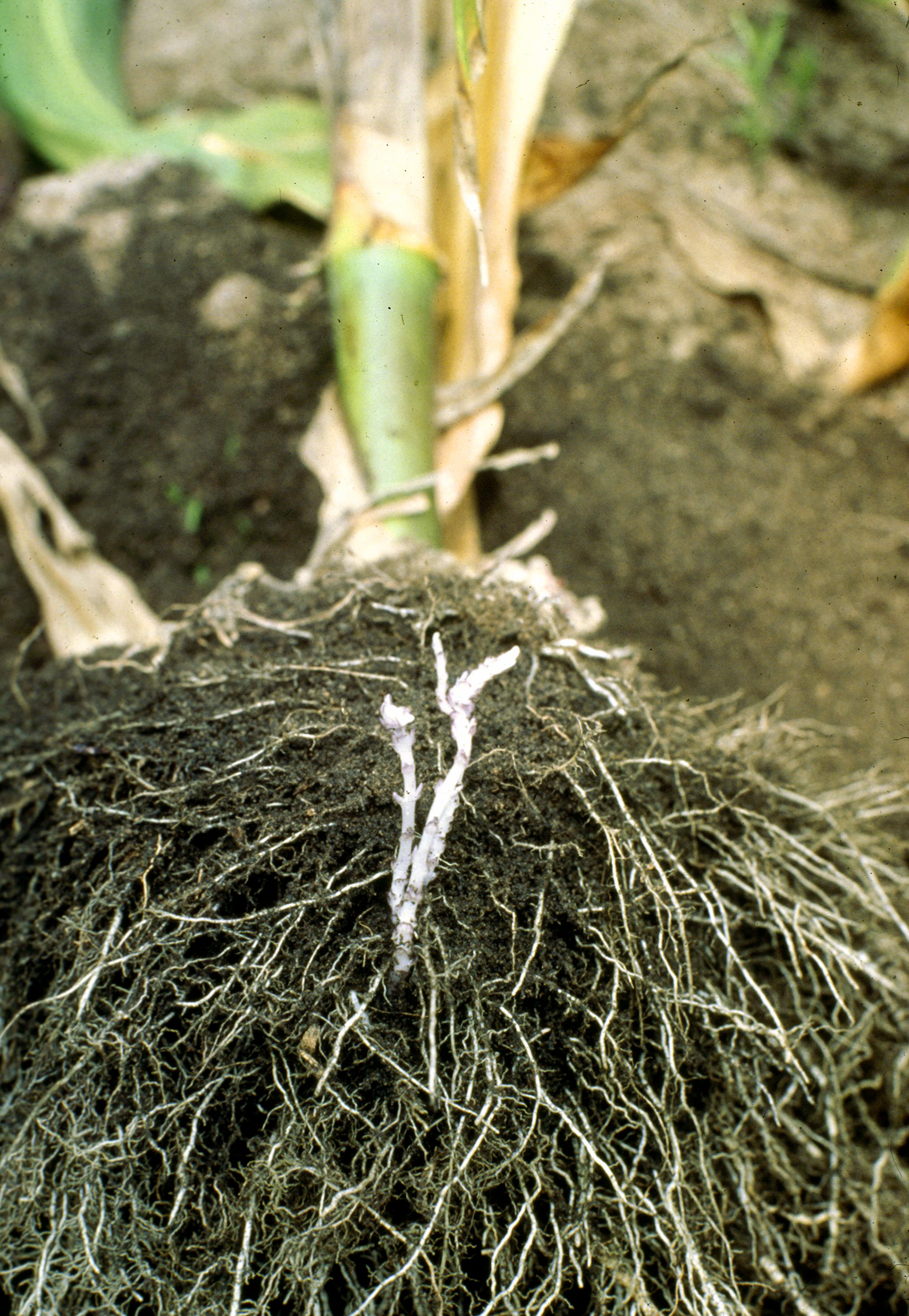